# Saint-Michel-sur-Orge
Saint-Michel-sur-Orge je město v jižním předměstí Paříže, ve správní oblasti Île-de-France ve Francii. Je umístěna 24,7 km od centra Paříže.

## Sousední obce
Saint-Michel-sur-Orge hraničí s Longpont-sur-Orge, Sainte-Geneviève-des-Bois, Brétigny-sur-Orge a Le Plessis-Pâté.

## Vývoj počtu obyvatel
Počet obyvatel

## Doprava
Saint-Michel-sur-Orge obsluhuje stejnojmenná stanice pařížské příměstské železnice RER, linka C.

## Partnerská města
- Ber, Mali
- Veszprém, Maďarsko
- Žamberk, Česko